# 平沢長吉

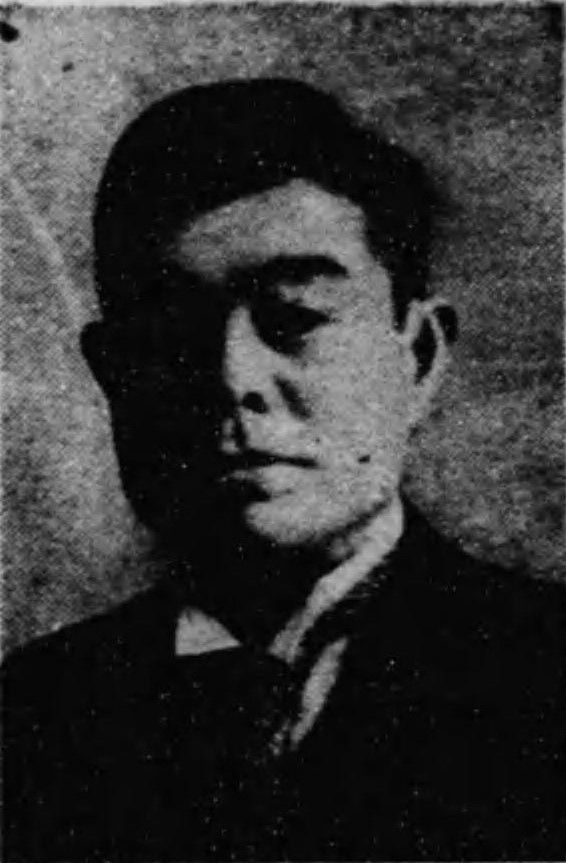
平沢長吉

平沢 長吉（平澤、ひらさわ ちょうきち、1893年（明治26年）10月5日 - 1960年（昭和35年）6月14日）は、大正・昭和期の実業家、政治家。衆議院議員。

## 経歴
秋田県南秋田郡土崎港町本山町（現秋田市土崎港中央）で、平沢喜一郎の長男として生まれる。1915年（大正4年）東京帝国大学農科大学実科を卒業した。
木材業を営み、出羽林業を設立して取締役に就任。土崎木材商業組合長、秋田県木材業統制組合理事長、同森林組合連合会副会長、同木材業林産組合長、秋田合同運送社長、三協木材社長、東北興業監事などを務めた。
政界では、土崎港町会議員、秋田市会議員、秋田県会議員、同参事会員、同議長を務めた。1947年（昭和22年）4月の第23回衆議院議員総選挙で秋田県第1区から秋田県民主党公認で出馬して初当選。以後、1952年（昭和27年）10月の第25回総選挙まで再選され、衆議院議員に連続3期在任した。この間、第3次吉田内閣・厚生政務次官、民主自由党総務、自由党総務、同秋田県支部長などを務めた。その後、第26回、第27回総選挙に立候補したがいずれも落選した。
その後、自由民主党秋田県連名誉会長となり、県政界の長老の一人だった。